# غورباتوفكا
غورباتوفكا (بالروسية: Горбатовка) هي مدينة في مقاطعة نيجني نوفغورود أوبلاست في روسيا.